# Rojęczyn
Rojęczyn (prononciation : [rɔˈjɛnt͡ʂɨn]) est un village polonais de la gmina de Rydzyna dans le powiat de Leszno de la voïvodie de Grande-Pologne dans le centre-ouest de la Pologne.
Il se situe à environ 8 kilomètres au sud de Rydzyna (siège de la gmina), à 16 kilomètres au sud-est de Leszno (siège du powiat) et à 76 kilomètres au sud de Poznań (capitale régionale).

## Histoire
De 1975 à 1998, le village faisait partie du territoire de la voïvodie de Leszno.

Depuis 1999, Rojęczyn est situé dans la voïvodie de Grande-Pologne.